# Сингх, Балбир (хоккеист на траве, 1942)
Балбир Сингх Куллар (англ. Balbir Singh Kullar, 8 августа 1942, Сансарпур, Британская Индия — 28 февраля 2020, Сансарпур, Индия) — индийский хоккеист (хоккей на траве), нападающий. Олимпийский чемпион 1964 года, бронзовый призёр летних Олимпийских игр 1968 года.

## Биография
Балбир Сингх родился 8 августа 1942 года в индийской деревне Сансарпур.
Окончил колледж Даянанд в Джаландхаре.
В 1957—1960 годах был капитаном команды школьной сборной Индии по хоккею на траве, играл за студенческую сборную. На национальном уровне защищал цвета Пенджаба, Индийских железных дорог, полиции Пенджаба, полиции Индии (1968—1975), «Мохуна Багана».
В 1963 году дебютировал в сборной Индии в турне в Лионе. Также ездил с индийской командой по Бельгии, Восточной Африке, ГДР, Англии, Нидерландам, Италии, Кении, Новой Зеландии, ФРГ.
В 1964 году вошёл в состав сборной Индии по хоккею на траве на Олимпийских играх в Токио и завоевал золотую медаль. В матчах не участвовал.
В 1966 году в составе сборной Индии завоевал золотую медаль хоккейного турнира летних Азиатских игр в Бангкоке.
В 1968 году вошёл в состав сборной Индии по хоккею на траве на Олимпийских играх в Мехико и завоевал бронзовую медаль. Играл на позиции нападающего, провёл 1 матч, мячей не забивал.
С 1962 года работал в полиции Пенджаба, в 1963 году стал помощником заместителя инспектора. В 1981 году занял должность заместителя суперинтенданта полиции, в 1987 году стал офицером индийской полиции. В феврале 2001 года ушёл в отставку с должности заместителя генерального инспектора.
В 1999 году удостоен государственной спортивной премии «Арджуна».
В 2009 году за спортивные заслуги получил награду «Падма Шри».
Умер 28 февраля 2020 года в Сансарпуре после сильного сердечного приступа.

## Семья
Был женат на Манджит Каур, у них родились сын и двое дочерей.